# بيل 412
بيل 412 (بالإنجليزية: Bell 412)‏ هي مروحية أمريكية متعددة الاستخدامات، صنعت من قبل شركة بيل للمروحيات عام 1981 م، وتستعملها القوة الجوية الملكية قوة دفاع جامايكا.

## التصميم والتطوير
التطوير بدأ في اواخر السبعينيات مع بيل 212 إلى تحويلها إلى النموذج 412. مروحية بيل 412 طارت أول مرة في أغسطس/آب 1979. النموذج الأولي صدق في يناير/كانون الثاني 1981.
النموذج 412 له أداء خاص حيث لديه قدرة وقود أكبر، ووزن إقلاع أعلا وترتيب جلوس أكثر اختيارية.

## المغايرات

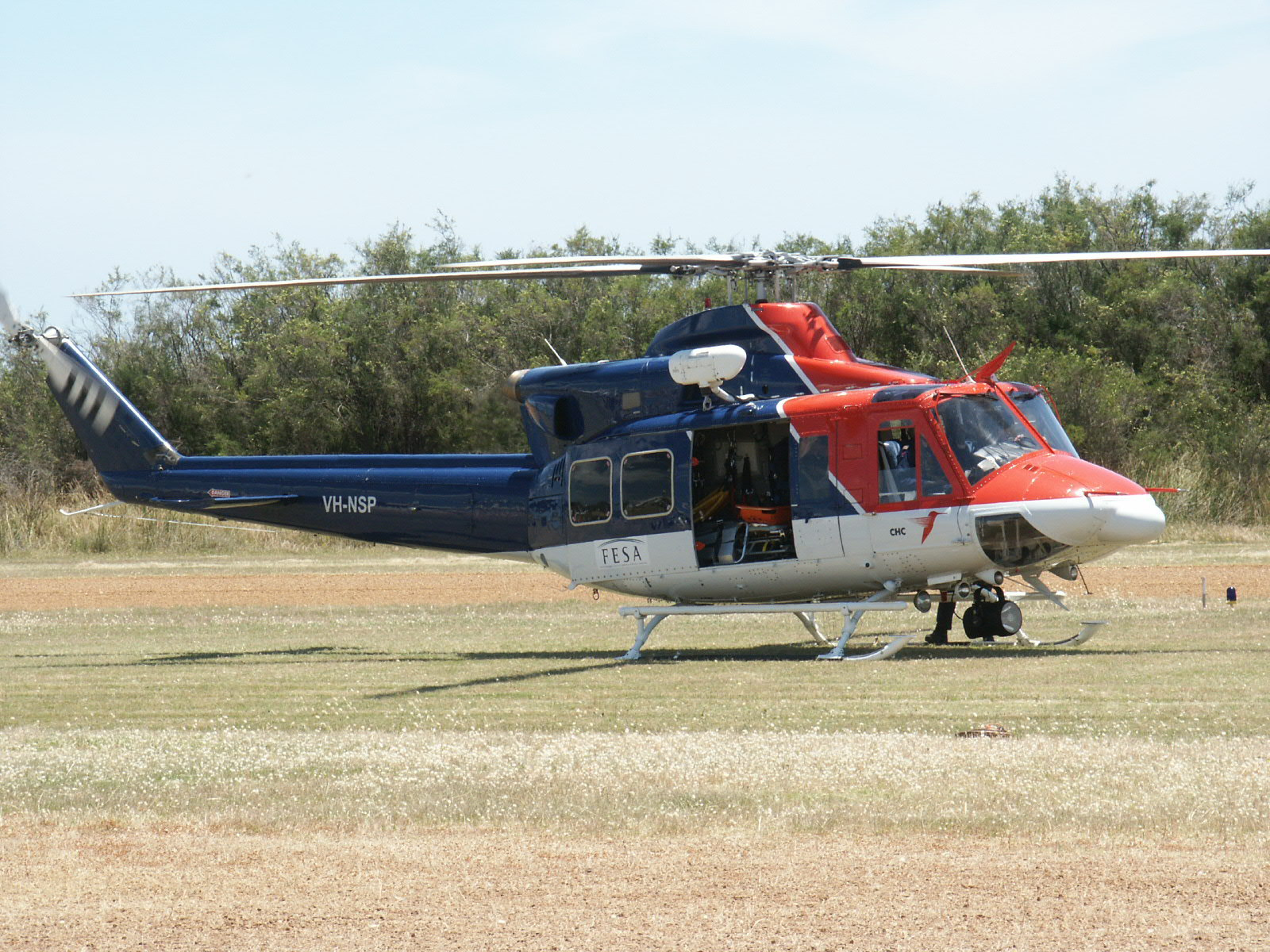
بيل 412

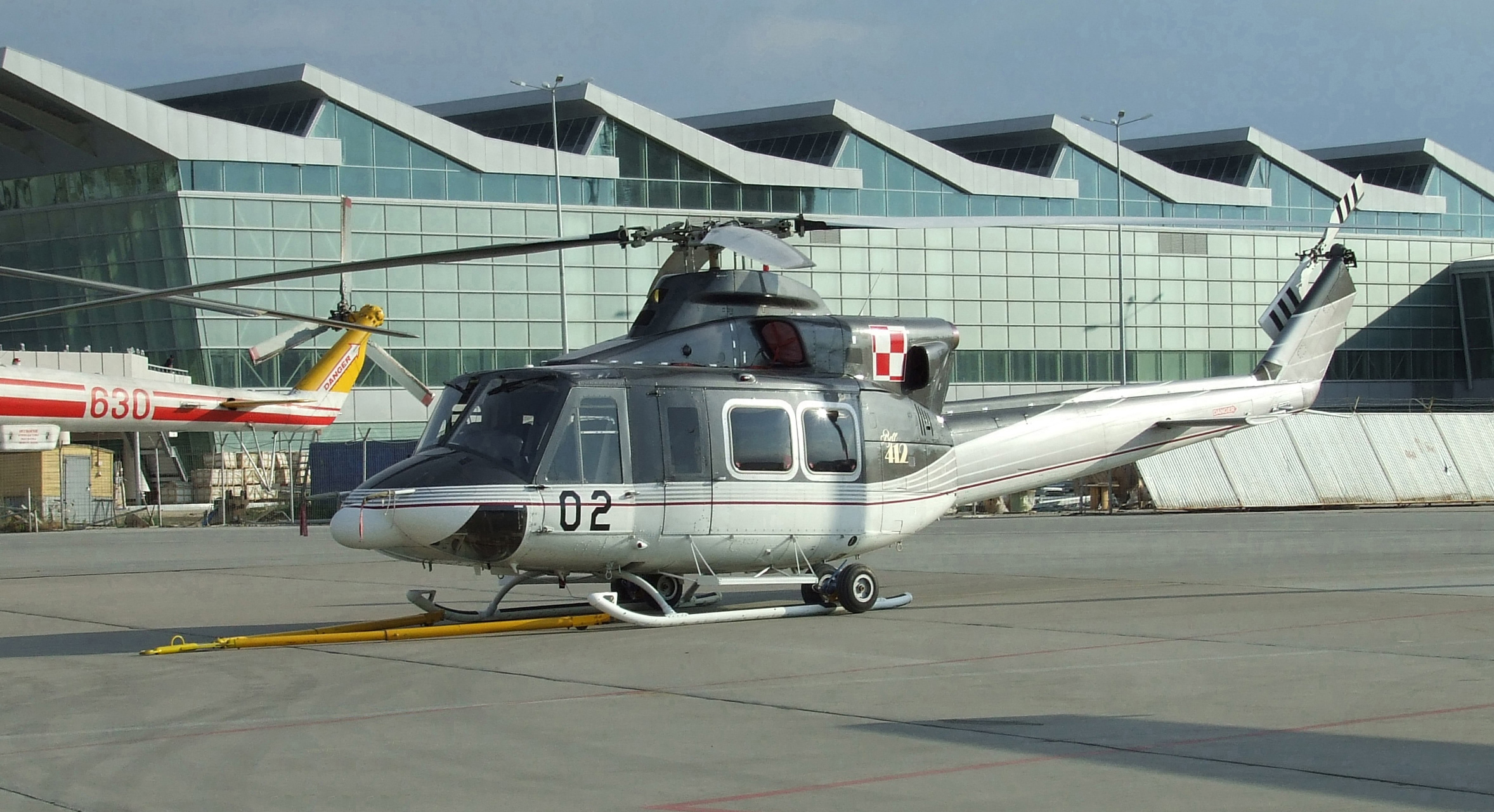
بيل 412 إتش بي

### بيل 412 (Bell 412)
مروحية نقل مرفق

### بيل 412 إي بي (Bell 412EP)
نسخة الأداء المحسنة

### بيل 412اتش بي (Bell 412HP)
النسخة العالية الاداء

### بيل 412 إس بي (Bell 412SP)
نسخة الأداء الخاصة

### جيش 412 (Military 412)
النسخة العسكرية المسلحة

## المشغلون

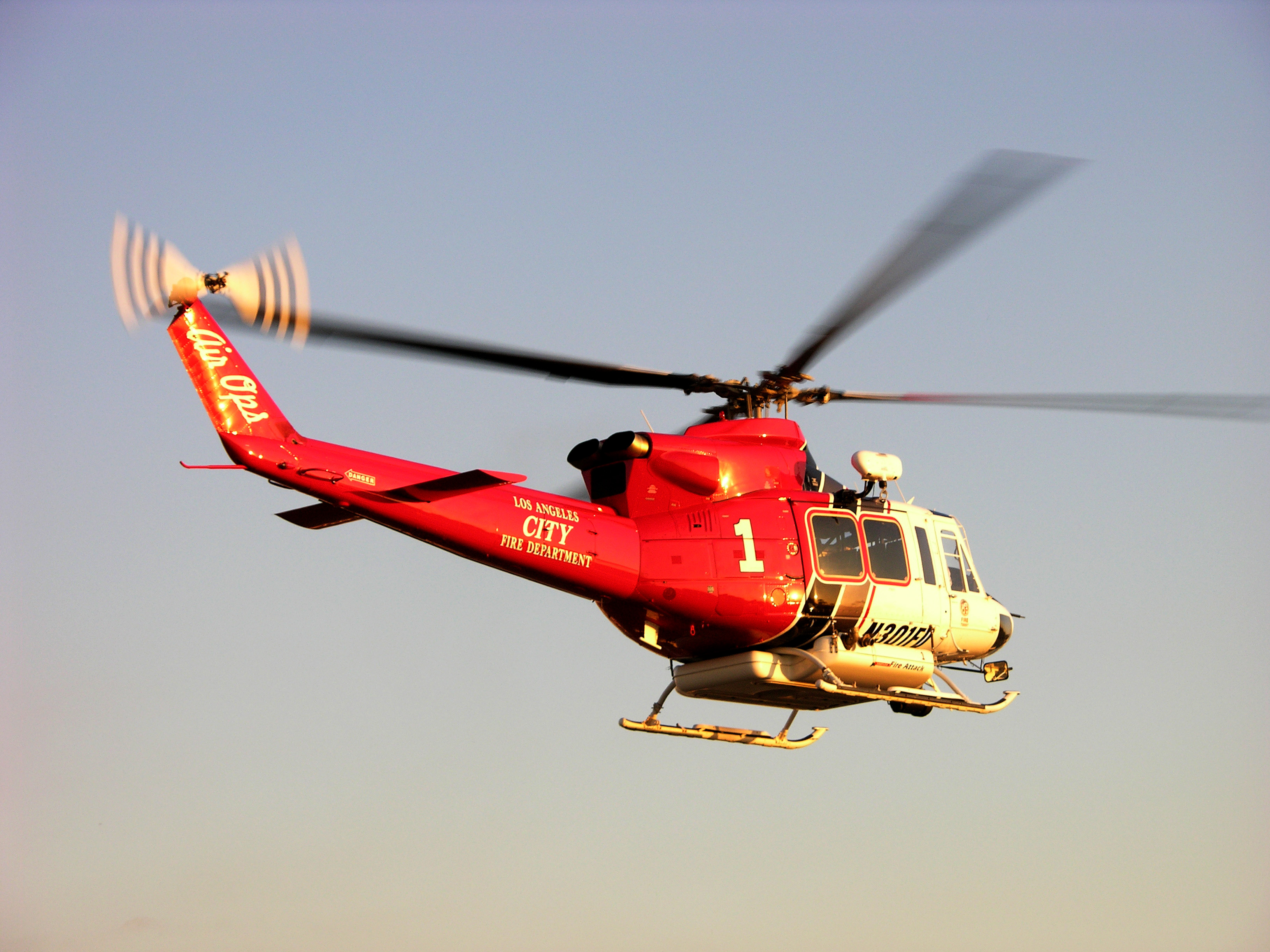

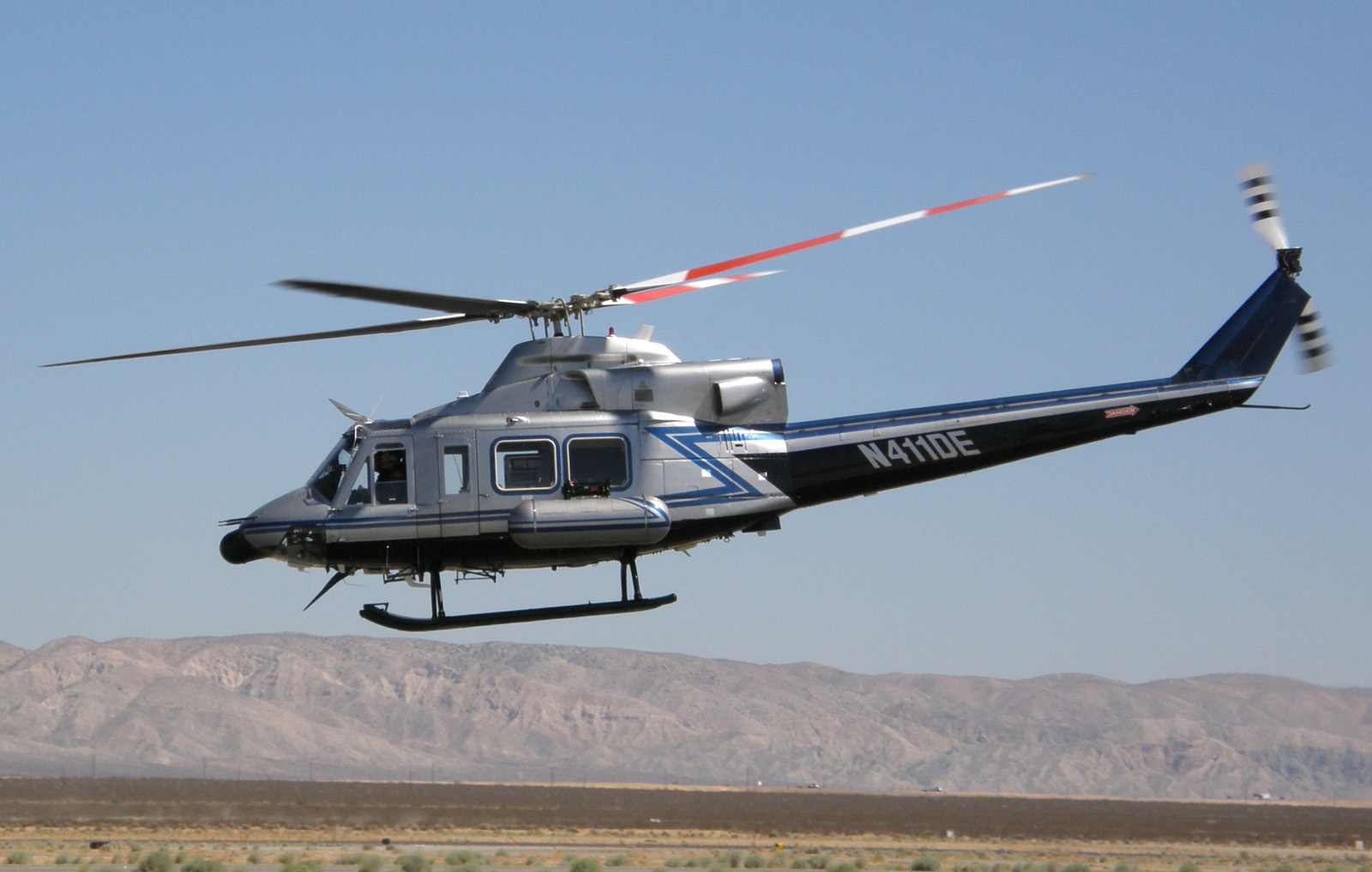

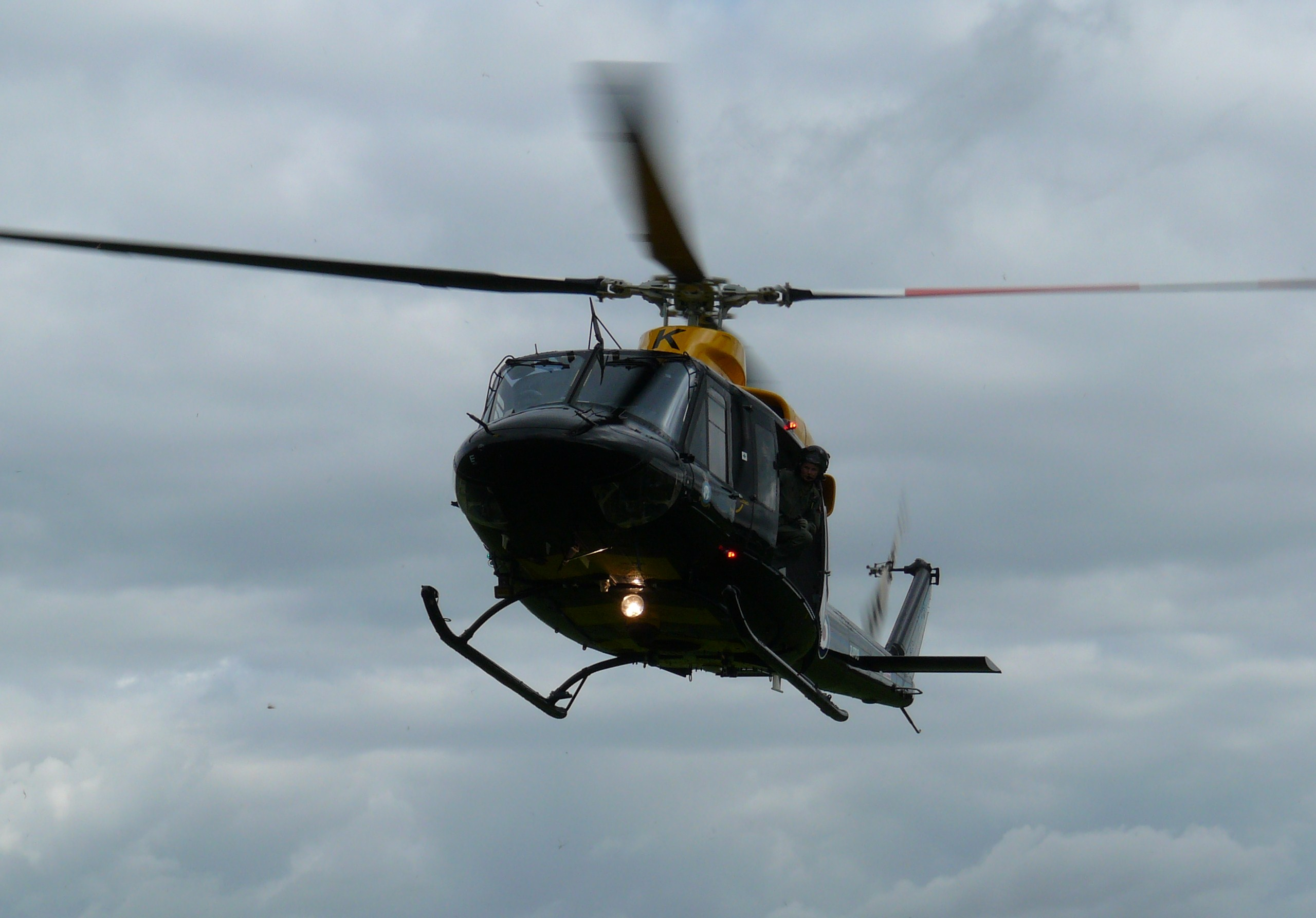

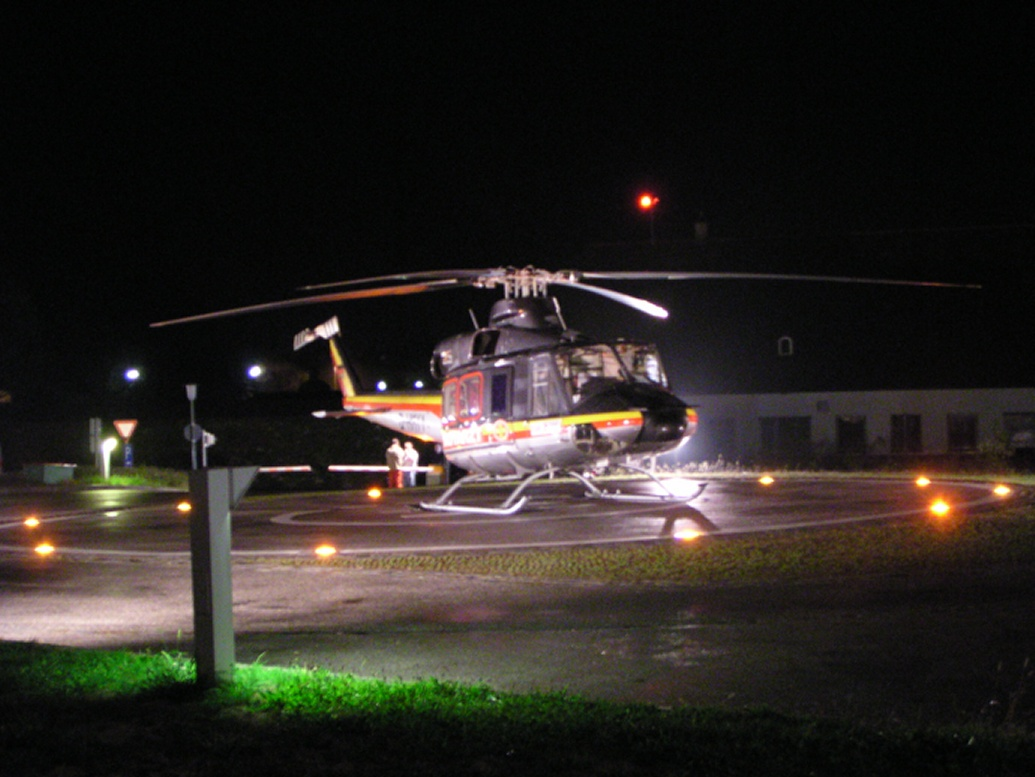

### المشغلون العسكريون
- المغرب (تستخدم من طرف البحرية الملكية المغربية)
- الجزائر
- البحرين
- بنغلاديش
- بوتسوانا
- كندا
- تشيلي
- كولومبيا
- الإكوادور
- الغابون
- غانا
- غيانا
- جامايكا
- إندونيسيا
- إيران
- إيطاليا
- ليسوتو
- المكسيك
- هولندا
- نيجيريا
- النرويج
- باكستان
- بنما
- بيرو
- الفلبين
- بولندا
- السعودية
- سلوفينيا
- كوريا الجنوبية
- سريلانكا
- السويد
- تايلاند
- تركيا
- أوغندا
- الإمارات العربية المتحدة
- المملكة المتحدة
- فنزويلا
- زيمبابوي